# 沙河粉

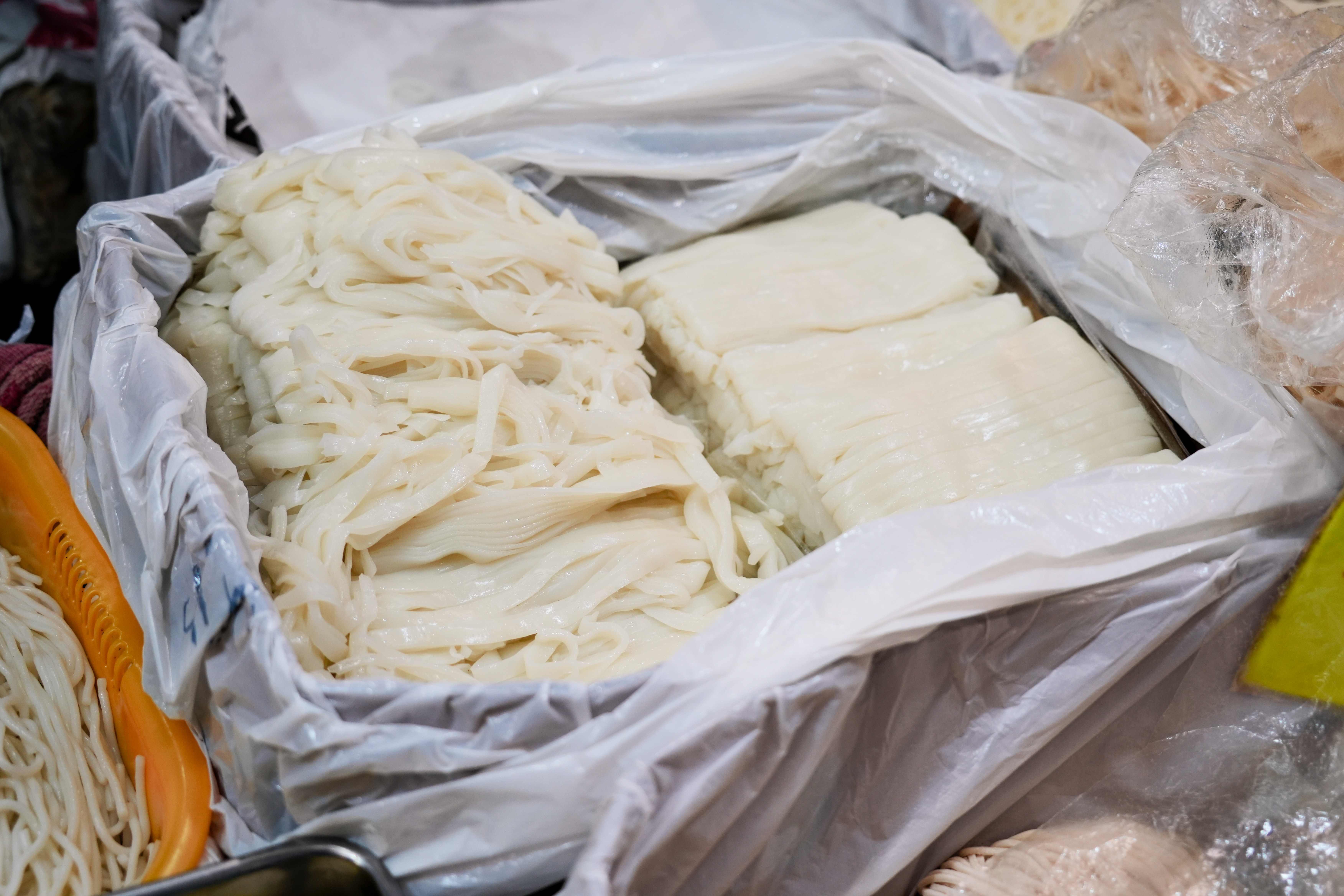
屯門新墟街市的一間粉麵店的一盒沙河粉

沙河粉，簡稱河粉、河或粉，是一種通過蒸煮米漿而成的粉條食品，是中国南方和港澳、东南亚一带常见的一种食品，常見的煮法為炒或水煮後配湯，例如炒牛河、上湯河粉。正宗山水沙河粉的原产广州沙河镇。

## 制作方法

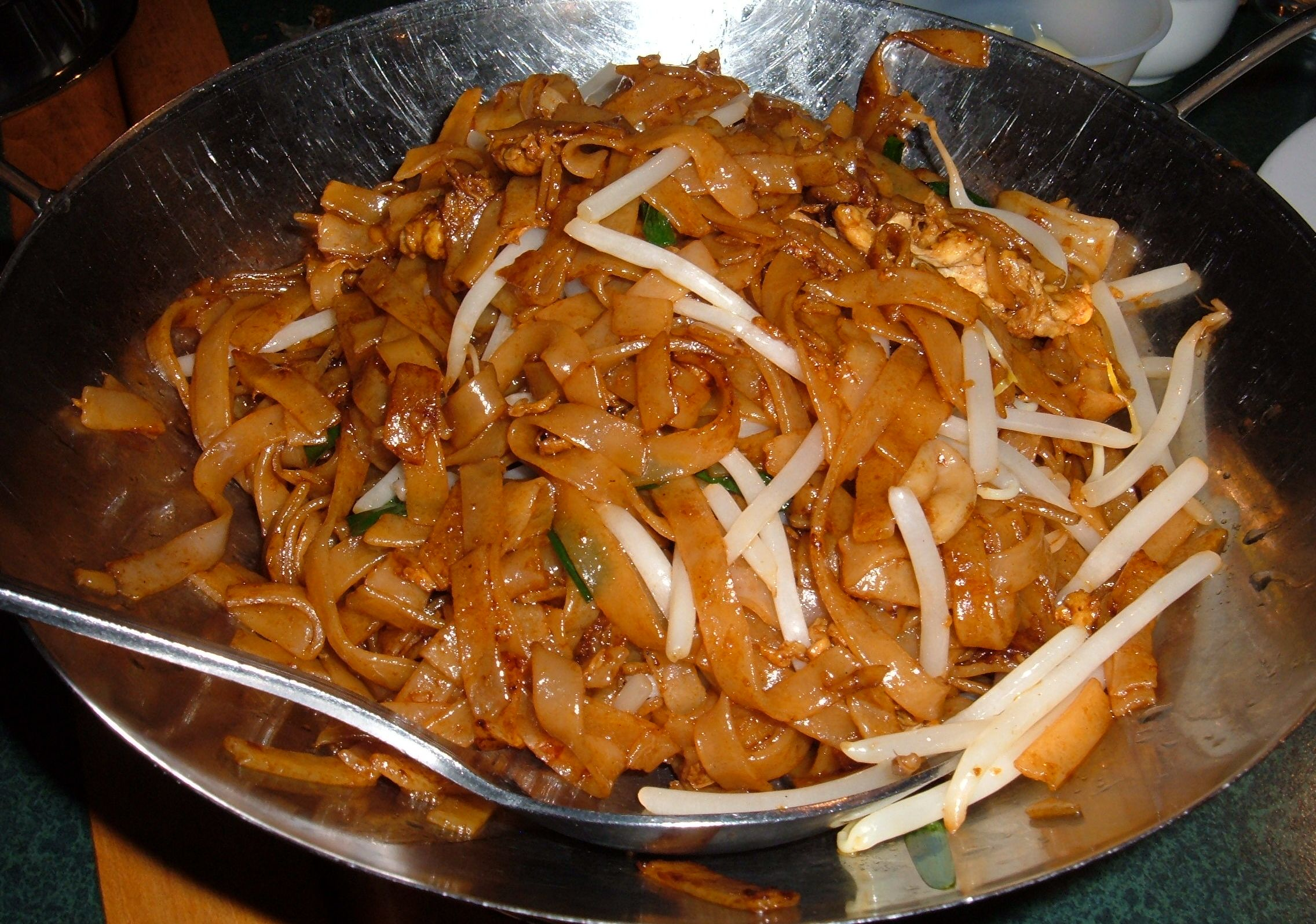
炒沙河粉

沙河粉原料是大米，将米洗净後磨成粉加水制成米浆，用米浆蒸成薄粉皮、再切成带状而成，所产的粉薄白透明，爽软韧筋兼备，炒、泡、拌食皆宜。

## 烹调方法

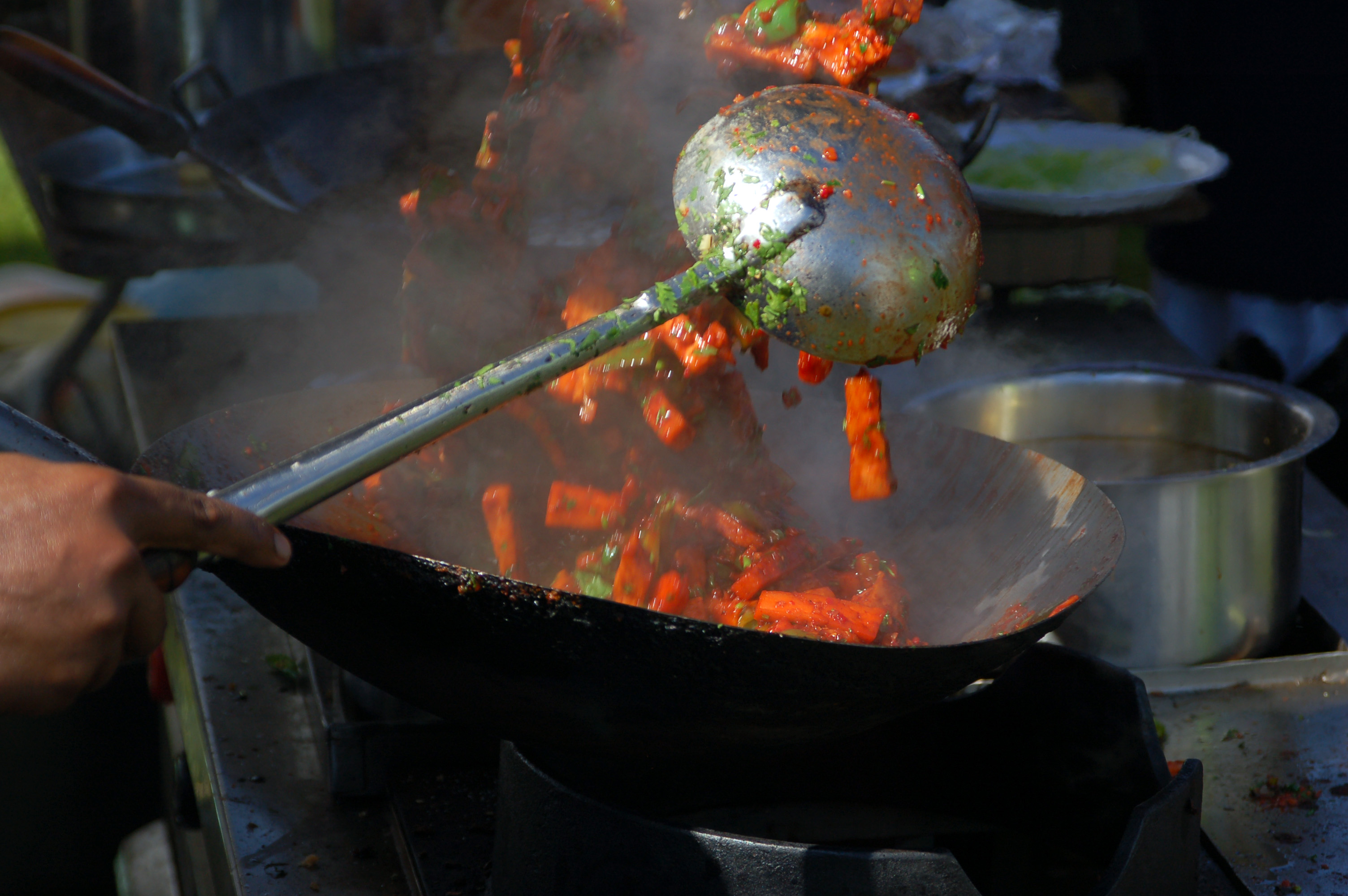
抛镬猛火炒

沙河粉可以用蒸、炒（分乾炒和湿炒两种）、煮等多种方法烹调。　
- 乾炒：加油配韭黃以猛火炒熟，加上酱油，可配牛肉、牛腩、猪什等，其中以乾炒牛河最為著名。
- 湿炒：在乾炒后，打上芡汁。
- 煮：與一般湯麵麵食類似，煮熟后配上大地魚上湯作湯底，再將河粉佐以魚丸、牛丸、雲吞或其他肉類等配料。在廣東各地的粉麵食店中相當普遍，店家一般會供客人作為麵食之中的一種選擇（粗麵/幼麵/米粉/河粉）。
- 蒸：蒸熟后，自行沾酱。

## 现状

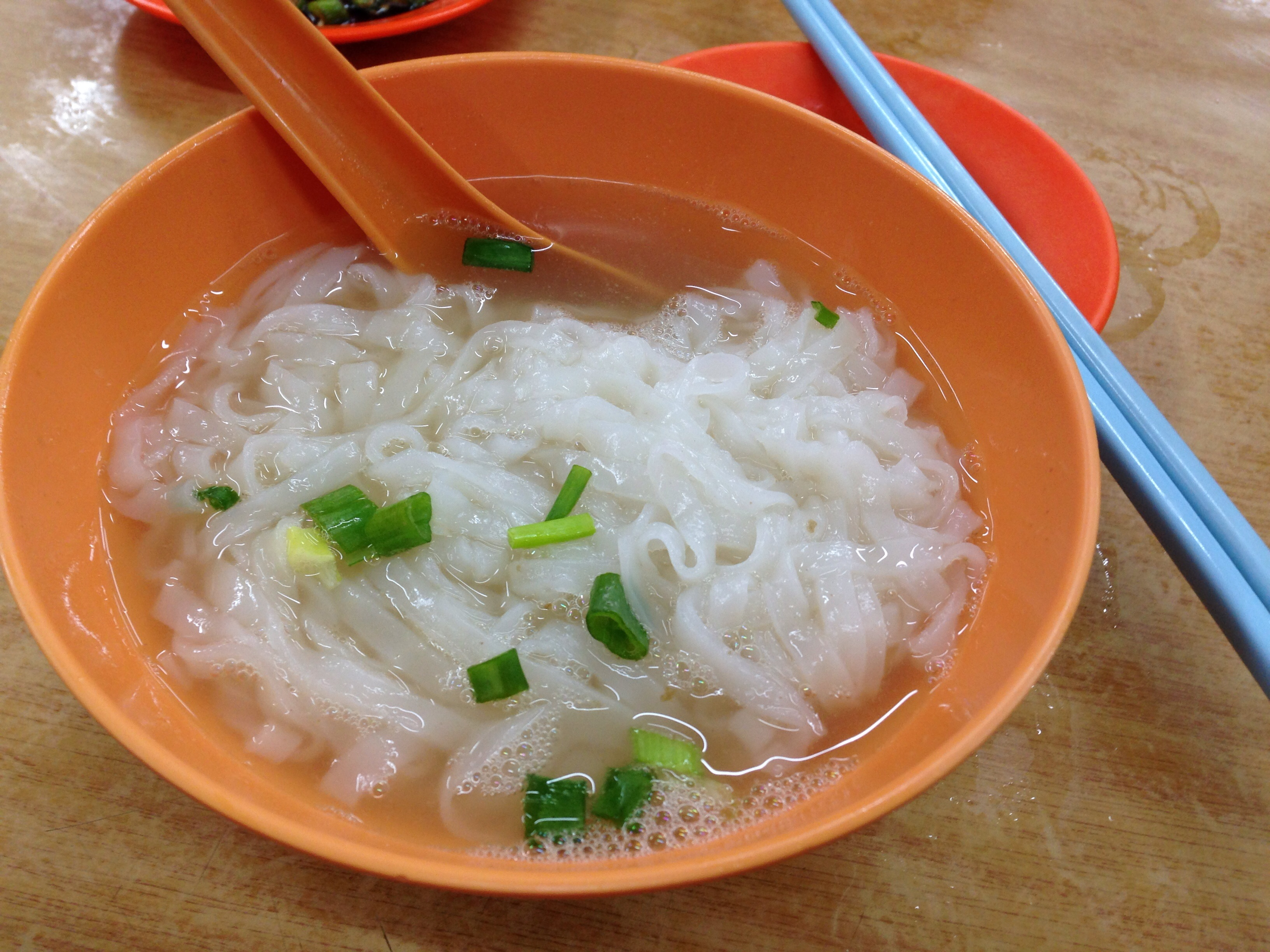
馬來西亞怡保市所販售的沙河粉

手工制成的沙河粉色白，近来也有店家在其中加入各种蔬菜汁或者水果汁，制成五颜六色的沙河粉。沙河粉已实现机械化生产，在广州随之出现了大量自行生产的米粉，部分厂家甚至在陈化米中加入硼砂制作，影响了饮食安全。
2004年，广州市政府考虑将沙河粉以“广州沙河粉”之名申报“原产地域产品”保护，从而加强对沙河粉制造业的管理。
2009年，炒河粉被洛杉矶时报评为“年度十大食谱”冠军。2021年，沙河粉传统制作技艺被列入第五批国家级非物质文化遗产代表性项目名录。
沙河粉也隨著20世紀初，大量的客家與廣東移民至馬來半島，在當地也發展出許多麵食，其中最有名的是馬來西亞霹靂州的雞絲河粉、芽菜雞等。

## 越南河粉

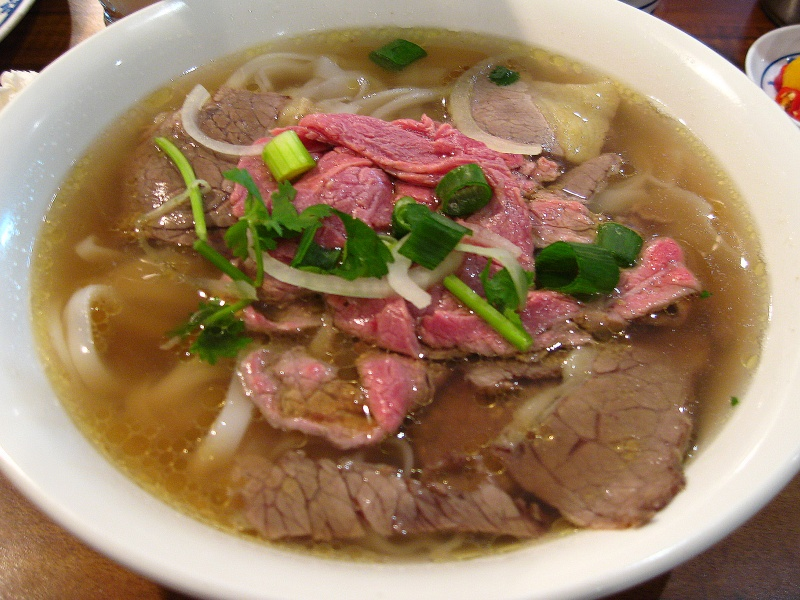
典型的越南牛肉粉，越南語稱為 Phở bò

印度支那（今稱中南半島）盛產稻米，類似粄條製品當地粵語使用者稱為河粉。出身太平軍，於1884年清法戰爭在越南領導黑旗軍大勝法軍的廣東客家籍領袖、英雄劉永福即嗜吃河粉，一餐可吃數大碗。

## 其他称谓
河粉和其他地方的同类食品，如客家人的粄条、闽南人的粿条极为相似，甚至无法分辨，以致很多时候，在多种方言交叠的地区，粄条、粿条和河粉都被视为同一种食物，例如在马、新一帶，在闽南人、广东人、潮州人和客家人生活交融的环境，河粉和粿条可说是同义词。

## 沙河粉圖集

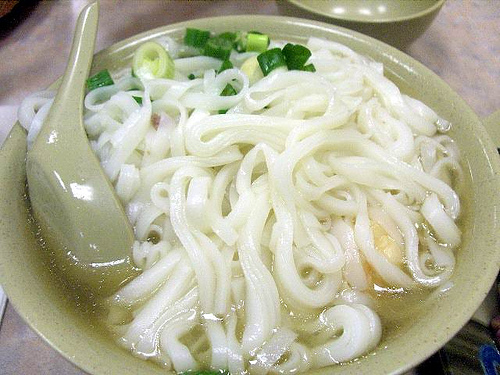
上湯河粉
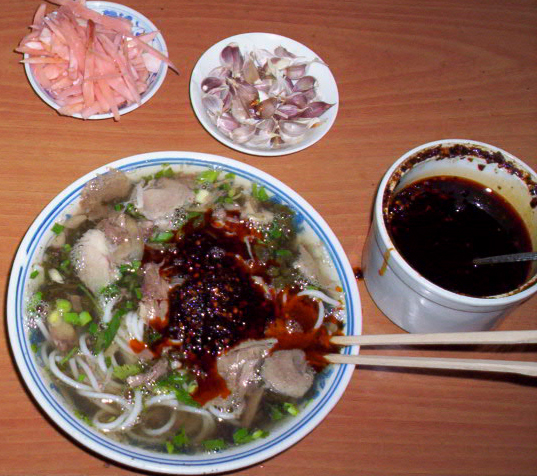
都匀小吃粉
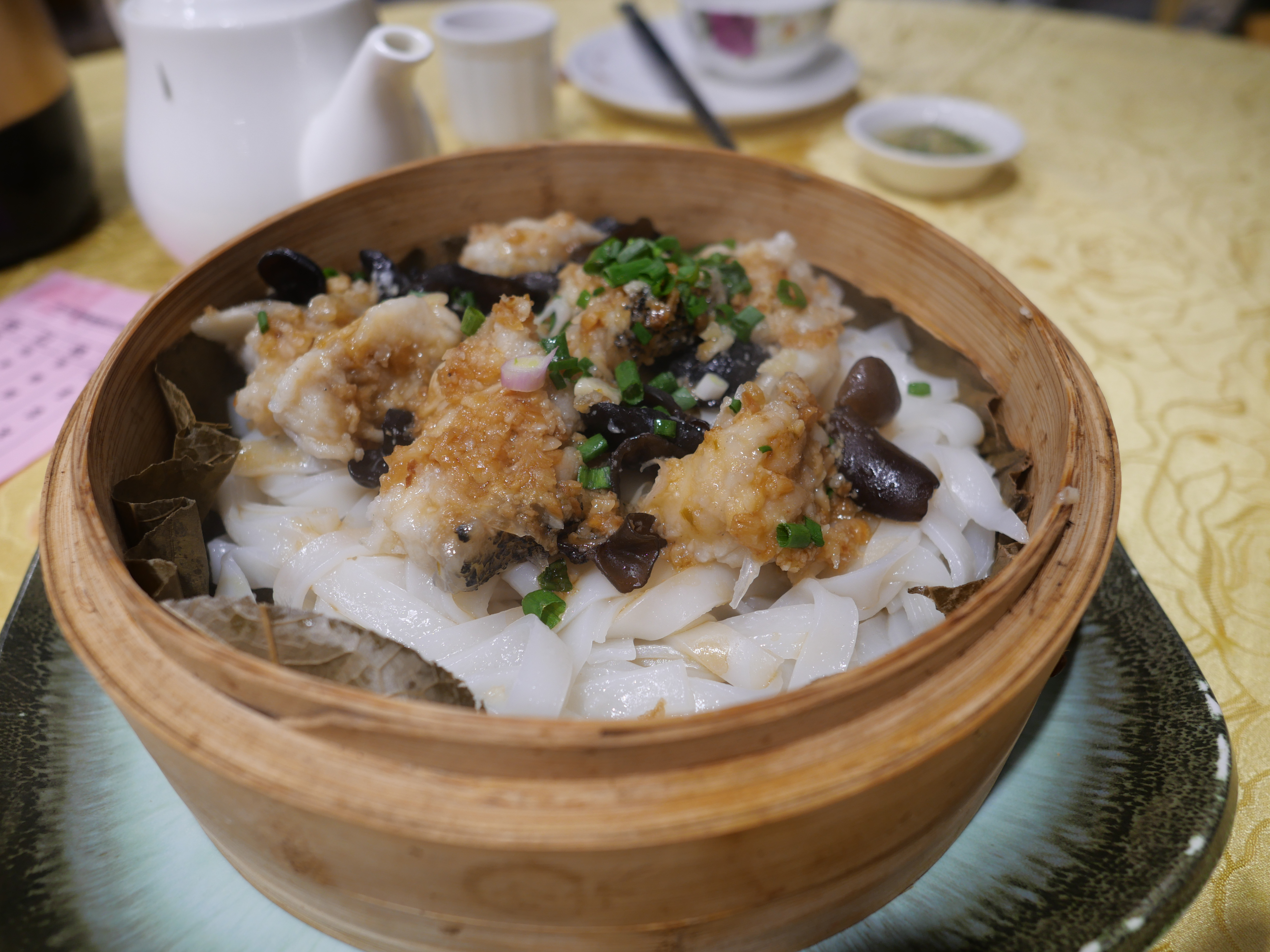
龍躉魚片蒸沙河粉
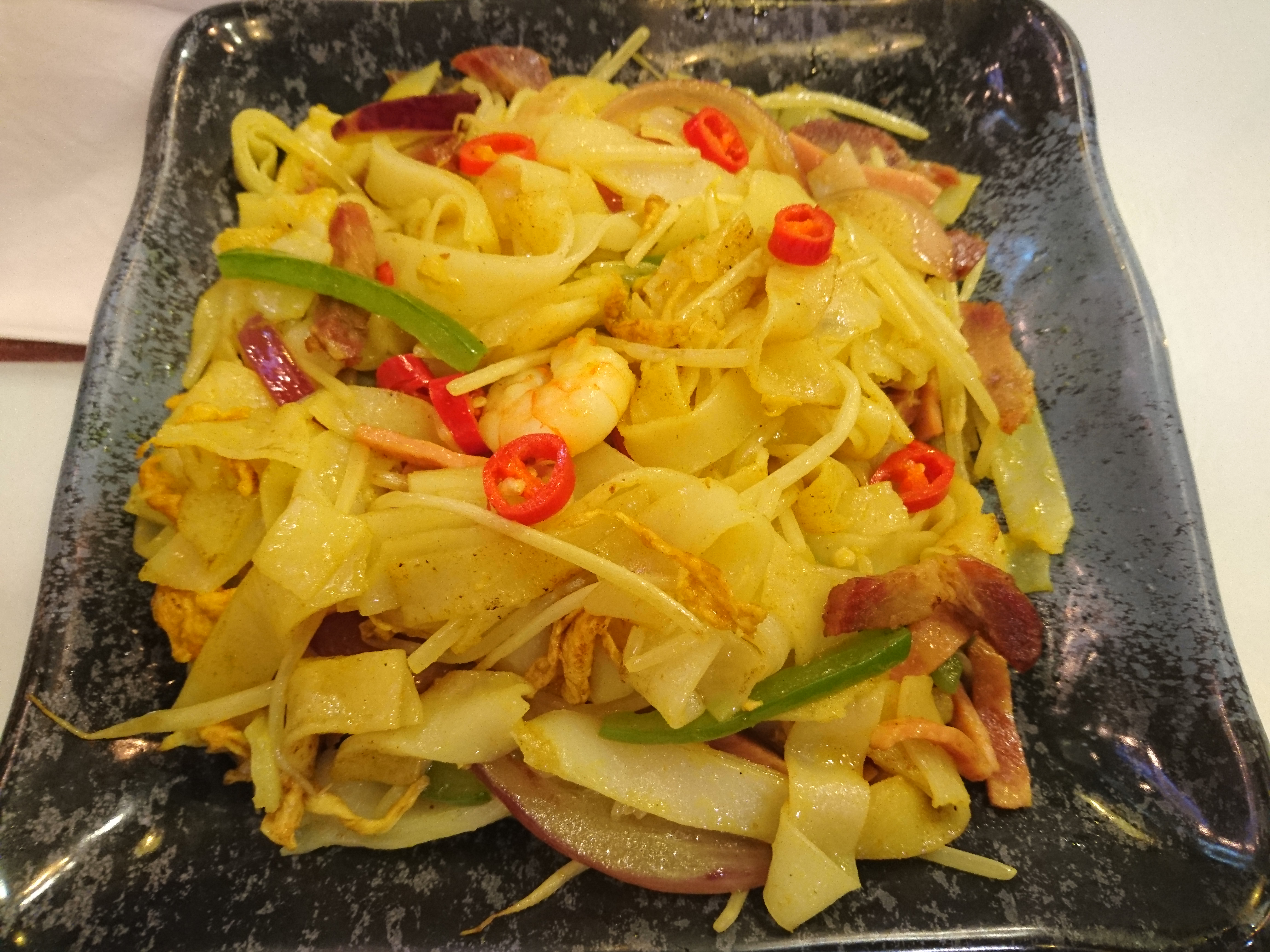
星洲炒貴刁
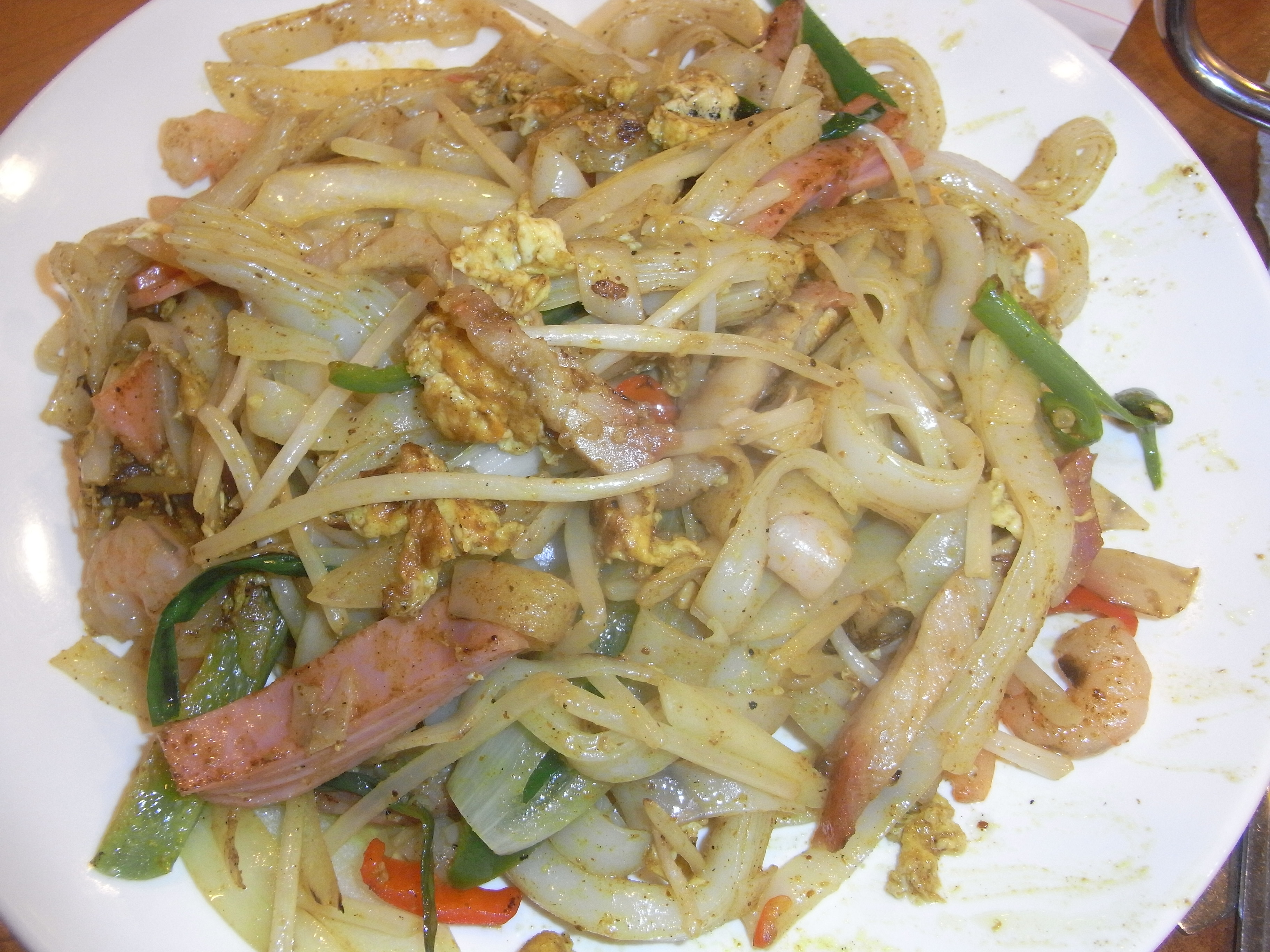
香港茶餐廳平民版的炒貴刁